# زامبوانگا سیبوگای
زامبوانگای سیبوگای یا زامبوانگای سیبوئی (Zamboanga Sibugay) یکی از استان‌های کشور فیلیپین است. این استان در جنوب این کشور قرار گرفته است و بخشی از جزیره میندانائو به شمار می‌رود.
مرکز این استان شهر ایپیل است. جمعیت آن کمتر از پانصد هزار نفر است. مساحت این استان بیش از سه هزار کیلومتر مربع است .